# Блек (Алабама)
Блек (енгл. Black) град је у америчкој савезној држави Алабама. По попису становништва из 2010. у њему је живело 207 становника.

## Демографија
Према попису становништва из 2010. у граду је живело 207 становника, што је 5 (2,5%) становника више него 2000. године.
| Група             | 2000.       | 2010.       |
| Белци             | 190 (94,1%) | 191 (92,3%) |
| Афроамериканци    | 11 (5,4%)   | 13 (6,3%)   |
| Азијати           | 0 (0,0%)    | 0 (0,0%)    |
| Хиспаноамериканци | 0 (0,0%)    | 0 (0,0%)    |
| Укупно            | 202         | 207         |